# Culine
Culine (Servisch cyrillisch Цулине) is een plaats in de Servische gemeente Mali Zvornik. De plaats telt 389 inwoners (2002).